# غلام رضا نعلجغر
غلام رضا نعلجغر (بالفارسية: غلام‌رضا نعلچگر)، من مواليد 19 أبريل سنة 1958م، وهو لاعب كرة قدم إيراني سابق ومركزه مهاجم، لعب مع منتخب بلاده لكرة القدم، وشارك ضمن التشيكلة الأساسية لكأس العالم لدرجة الشباب سنة 1977م، ثم لعب مع منتخب بلاده في بطولة كأس آسيا سنة 1980م والتي استضافته الكويت، حيث حقق المرتبة الرابعة.